# Тёмный портал
«Тёмный портал» — мрачный фэнтезийный роман для детей британской писательницы Робин Джарвис. Книга была впервые опубликована в Великобритании издательством «Macdonald & Company» в 1989 году и в том же году заняла второе место в номинации «Nestlé Smarties Book Prize». В 2000 году книга была опубликована издательством «SeaStar Books» в США
.

## Сюжет
Книга повествует об Одри Браун, девочке-мышке, которая ищет своего пропавшего отца. Её поиски приводят её в канализацию Дептфорда, где с помощью своих друзей и семьи она должна столкнуться с армией злобных крыс и их живым богом, таинственным существом, известным как Юпитер. В конечном итоге Одри и её друзьям удаётся затопить канализацию и уничтожить крыс и их бога Юпитера…

## Главные герои
- Альберт Браун — отец Одри и Артура. Странная сила заставляет его спуститься в канализацию, где его ждет ужасный конец в когтях Юпитера. Его исчезновение приводит историю в движение.
- Одри Браун — отважная, умная девочка-мышка с острым язычком, из-за которого она часто попадает в неприятности. Она любит мечтать и любит наряжаться в кружевные наряды и носить ленты в волосах. Когда её отец пропадает без вести, она отказывается верить, что он мертв, и отправляется на его поиски.
- Артур Браун — брат Одри[5]
- Пикадилли — дерзкий и независимый серый мышь. Он сирота, чьи родители погибли под поездом метро. Во время экспедиции за добычей пищи он заблудился в канализации, где столкнулся с Альбертом Брауном. Когда они вдвоем натыкаются на алтарную комнату Юпитера, Альберт попадает в плен, а Пикадилли едва спасается бегством. В конце концов он встречается с Одри...
- Уильям «Твит» Скаттл — добросердечный деревенский мышонок, двоюродный брат Освальда Читтера
- Освальд Читтер — хрупкий мышонок-альбинос, мать которого хлопочет о нём. Из-за того, какой он высокий и неуклюжий, к его огорчению, его иногда принимают за крысу. Он обладает способностью находить потерянные предметы с помощью волшебного жезла.
- Томас Тритон — отставной мичман, который обосновался на борту «Катти Сарк». Он подружился с Твитом, когда последний неожиданно был сброшен на корабль летучими мышами Орфео и Элдричем.
- Юпитер — таинственное зло, которому крысы в канализации Дептфорда поклоняются как живому богу. Он живёт в темном портале, и никто никогда не видел его больше, чем его пылающие красные глаза.
- Морган — жестокая пегая корнуоллская крыса, которая служит верным помощником Юпитера.
- Мадам Аккикую — чёрная крыса из Марокко, которая путешествует, выдавая себя за гадалку. Хотя ей не хватает истинной магической силы, она всегда стремилась обладать ею.
- Орфео и Элдрич — братья-летучие мыши, которые могут видеть будущее. Проблема в том, что они намеренно делают свои видения как можно более расплывчатыми, чтобы никто не мог их интерпретировать...
- Зеленая Мышь — доброжелательное божество, которому поклоняются мыши..

## Экранизация
В середине 1990-х у компании «Jim Henson Pictures» были планы снять экранизацию "Мышей из Дептфорда", которая была бы основана на истории о «Темном портале» и включала аниматронных марионеток. Проект был в конечном счете заброшен по неизвестным причинам .